# عبدالرضا قنبری
عبدالرضا قنبری معلم ادبیات فارسی، شاعر، نویسنده و منتقد ادبی، استاد دانشگاه و از بازداشت شدگان تظاهرات جنبش سبز در تاسوعا و عاشورای ۱۳۸۸ است که از سوی شعبه ۱۵ دادگاه انقلاب اسلامی تهران به ریاست قاضی صلواتی به اعدام محکوم شد. و در نهایت ده سال را در زندان گذراند.

## زندگی‌نامه
عبدالرضا قنبری در خردادماه سال ۱۳۴۶ خورشیدی در روستای چمازکتی شهرستان قائمشهر (شاهی) استان مازندران به دنیا آمد. تحصیلات وی در رشتهٔ زبان و ادبیات فارسی است. او بیش از ۱۴ سال در مدارس، دانشگاه آزاد و دانشگاه پیام نور تدریس کرده است و دارای تالیفات و مقالات بسیاری در زمینهٔ ادبیات فارسی است.

## بازداشت
در دی ماه سال ۱۳۸۸ در مدرسه محل تدریس خود در پاکدشت بازداشت و به بند ۳۵۰ زندان اوین منتقل شد.

## حکم اعدام
قنبری از سوی شعبه ۱۵ دادگاه انقلاب به ریاست قاضی صلواتی به اعدام محکوم شد. حکم اعدام او در دادگاه تجدید نظر شعبه ۳۶ به ریاست قاضی زرگر تأیید شد و به دایره اجرای احکام ارسال شد.

## آزادی
در سال ۹۱ حکم اعدام وی توسط قضات دیوان عالی کشور نقض و در اوایل سال ۹۲ طی محاکمه‌ای به ۱۵ سال حبس به صورت تبعید در زندان برازجان استان بوشهر محکوم گردید.
حکم وی در نهایت نیز در دادگاه تجدید نظر شعبه ۵۴ به ۱۰ سال زندان بدون تبعید کاهش یافت و بعد از تحمل یک سال تبعید در زندان برازجان، به زندان رجایی شهر کرج بازگردانده شد. او در نهایت پس از گذراندن ده سال زندان در دی ماه ۱۳۹۸ آزاد شد.